# Standard Twenty
La 20 hp, o Twenty, è stata un'autovettura prodotta dalla Standard dal 1908 al 1914 e dal 1931 al 1940.

## Il contesto
Il primo modello con questo nome comparve nel 1908. Possedeva un motore a sei cilindri e valvole laterali che continuò ad essere installato fino al 1912. Dal 1913 al 1914 questo propulsore fu sostituito da un motore a quattro cilindri. L'unica carrozzeria disponibile era torpedo quattro posti.
Nel 1931 il modello comparve nuovamente, questa volta con un motore a sei cilindri e carrozzeria berlina.
Nel 1936 questo secondo modello venne sostituito da un'altra vettura, denominata Flying Twenty, che era caratterizzata dall'avere un corpo vettura piuttosto aerodinamico. Il motore era a sei cilindri. A questa terza Twenty venne affiancato un modello con telaio più corto, a cui fu dato il nome di Flying Light Twenty.
Nel 1940 il modello venne definitivamente tolto di produzione senza essere sostituito.

## La prima 20 hp (1908-1914)
Il modello fu lanciato nel 1908 con carrozzeria torpedo, e motore in linea a sei cilindri e valvole laterali, avente una cilindrata di 4.032 cm³. L'alesaggio era di 89 mm, mentre la corsa di 108 mm. Un motore simile, ma di quattro cilindri, venne montato l'anno successivo sulla 16 hp.
Nel 1912 il modello fu aggiornato. Il passo fu allungato di 203 mm, ma la vettura pesava circa 100 kg in meno. Venne previsto un nuovo motore in linea, che aveva una cilindrata di 3.620 cm³. L'alesaggio e la corsa erano, rispettivamente, 80 mm e 120 mm.
Nel 1913 il modello fu disponibile con due passi differenti, 3.073 mm o 3.226 mm. Il motore fu nuovamente aggiornato. Questa volta era installato un propulsore in linea a quattro cilindri da 3.326 cm³, con l'alesaggio e la corsa che erano, rispettivamente, 89 mm e 133 mm. Con l'inizio della prima guerra mondiale, la produzione fu interrotta.
Negli anni in cui fu in produzione, il modello venne commercializzato con un solo tipo di carrozzeria, torpedo quattro porte.

## La seconda 20 hp (1931-1935)
Nel 1931 venne lanciato sul mercato una nuova 20 hp. Possedeva un motore in linea a sei cilindri e valvole in testa da 2.552 cm³, erogante 55 CV di potenza a 3.000 giri al minuto. L'alesaggio e la corsa erano, rispettivamente, 73 mm e 101,6 mm. Il modello era disponibile solamente con carrozzeria berlina quattro porte. La velocità massima raggiunta dal modello era di 104 km/h. Nel 1933 il passo venne accorciato di un pollice.
Nel 1935 la corsa del motore venne aumentata a 106 mm, e ciò portò la cilindrata totale a 2.663 cm³. Il nuovo motore erogava 65 CV di potenza a 3.800 giri. La velocità massima era 108 km/h. Nel 1935 il modello era disponibile con due passi differenti, 2.972 mm e 3.124 mm.

## La Flying Twenty / Flying Light Twenty (1936–1940)
Nel 1936 la 20 hp fu sostituita dalla Flying Twenty. Il motore in linea a valvole laterali era il medesimo di quello della serie precedente, e quindi possedeva sei cilindri ed aveva una cilindrata di 2.663 cm³. Il cambio era a tre rapporti sincronizzati, e la trazione era posteriore. Il passo era leggermente più corto rispetto alla serie precedente, più precisamente 2.946 mm.
Nel 1936 venne lanciata una versione a telaio accorciato, la Flying Light Twenty. Rispetto alla serie precedente, il modello era più elegante e poteva raggiungere una velocità massima di 122 km/h. Rimase in produzione fino allo scoppio della seconda guerra mondiale. Il grande motore da sei cilindri venne tolto da tutti i modelli Standard. Comparve nuovamente solo nel 1960, sulla Vanguard Six.